# Нардія драбинчаста
Нардія драбинчаста (Nardia scalaris) — вид печіночників порядку юнгерманіальних (Jungermanniales).

## Поширення
Батьківщиною є Європа, Макаронезія Азія, Північна Америка.
Nardia scalaris є піонерським видом і росте на безвапняних, вологих, злегка затінених, піщано-суглинистих або піщаних ґрунтах і на скелях з тонким шаром ґрунту. Бажані місця – лісові стежки та набережні.

## Характеристика
Утворює від густо-зелених до коричневих, а на сонячних ділянках також червонуватих килимки. Розпростерті чи прямовисні рослини мають довжину від 2 до 4 сантиметрів і ширину від 1 до 2 міліметрів і мають щільне листя. Округлі бокові листки, які розташовані в два ряди і ростуть на стеблі поперечно або похило, мають розмір близько 1 міліметра. Клітини листя мають розмір приблизно від 30 до 35 мкм у середині листка та значно менші на краю листка. Кожна клітина містить від 2 до 3 великих подовжених гладких масляних тілець. Між ризоїдами ховаються ланцетні підлистки. Вид дводомний. Спорові коробочки овальні, темно-коричневі. Вид часто плодоносить, спори дозрівають навесні. Виводкові органи не утворюються.